# Sophie MacKenzie
Sophie MacKenzie, född 31 mars 1992, är en nyzeeländsk roddare.
MacKenzie tävlade för Nya Zeeland vid olympiska sommarspelen 2016 i Rio de Janeiro, där hon tillsammans med Julia Edward slutade på 4:e plats i lättvikts-dubbelsculler.